# 1930-as Tour de Hongrie
Az 1930-as Tour de Hongrie a sorozat történetének 5. versenye volt, melyet szeptember 4. és 8. között bonyolítottak le. A győztes az 1935-ös Giro d’Italia első helyezettje Vasco Bergamaschi lett.

## Szakaszok
| Szakasz | Végpontok        | Végpontok        | Hossz  |             | Jelleg      | Időpont                  | Szakaszgyőztes |
| Szakasz | Rajt             | Cél              | Hossz  |             | Jelleg      | Időpont                  | Szakaszgyőztes |
| ------- | ---------------- | ---------------- | ------ | ----------- | ----------- | ------------------------ | -------------- |
| 1.      | Budapest         | Debrecen         | 231 km | sík szakasz | sík szakasz | szeptember 4., csütörtök | Andrea Minasso |
| 2.      | Debrecen         | Hódmezővásárhely | 205 km | sík szakasz | sík szakasz | szeptember 5., péntek    | Vida László    |
| 3.      | Hódmezővásárhely | Budapest         | 211 km | sík szakasz | sík szakasz | szeptember 6., szombat   | Andrea Minasso |
| 4.      | Budapest         | Keszthely        | 175 km | sík szakasz | sík szakasz | szeptember 7., vasárnap  | Andrea Minasso |
| 5.      | Keszthely        | Budapest         | 194 km | sík szakasz | sík szakasz | szeptember 8., hétfő     | Andrea Minasso |

### Útvonal
1. szakasz: Budapest, gödöllői országút 9 km  – Gödöllő – Hatvan – Gyöngyös – Füzesabony – Tiszafüred – Tiszacsege – Balmazújváros – Debrecen, Aranybika szálló
2. szakasz: Debrecen – Berettyóújfalu – Mezőberény – Békés – Békéscsaba – Orosháza – Hódmezővásárhely, Kossuth tér
3. szakasz: Hódmezővásárhely – Makó – Szeged – Kiskunfélegyháza – Kecskemét – Dabas – Budapest, soroksári országút 11 km
4. szakasz: Budafok  – Martonvásár – Pákozd –  Székesfehérvár – Siófok – Fonyód – Balatonberény – Keszthely, Andrássy tér
5. szakasz: Keszthely – Vonyarcvashegy – Badacsonytomaj – Balatonfüred – Balatonkenese – Balatonfőkajár – Füle – Székesfehérvár – Pákozd – Martonvásár – Budafok – Budapest, budafoki országút 11 km

## A verseny
A Tour de Hongrie történetében az össztáv első alkalommal érte el az 1000 km-t. A versenyt eredetileg nyolc szakaszosra tervezték, de végül anyagi okok miatt öt szakaszra került sor. A rajtnál 88 versenyző jelent meg. A magyar élversenyzők néhány nappal a világbajnokság után álltak rajthoz, ami negatívan hatott a teljesítményükre.
Az első napon Minasso, Nemes és Vida II. Mihály szökött meg a mezőnytől. Az előnyük Balmazújvárosig 7 percre nőtt. A szakaszgyőzelmet Minasso szerezte meg. A mezőny 2 perces hátránnyal érkezett meg.
A második szakasz rajtját útjavítás miatt másfél kilométerrel át kellett helyezni. 100 kilométer után egy hétfős szökés indult, amely a célig sikeres volt. A győzelmet Vida I. László szerezte meg. Mögötte Piazza (olasz), Huszka (Világosság KK), Neubauer (PSE). Fekete (Szegedi Vasutas), Peck (Postás), Bergamaschi (olasz) volt a sorrend. Az üldözők 10 perces hátránnyal futottak be.
A harmadik szakaszon defektek, géptörések és a nagy por nyomta rá a bélyegét a versenyzők teljesítményére. 12 kilométerrel Kiskunfélegyháza előtt a versenyzők 200 métert gyalog tettek meg, útjavítás miatt. Kiskunfélegyházára (kb. 130 km) 4 óra 27 perc alatt érkezett meg az élmezőny. Kecskeméten 20 fős volt az első csoport. Mögöttük 2 perc hátránnyal haladtak át az üldözők. A cél előtt 29-re nőtt az élboly. A szakaszgyőzelem sprintben dőlt el. Minasso és a Vida I. között.
A negyedik szakaszon Siófok után Bergamaschi szökött meg, akit Balatonszárszó után fogtak be az üldözők. Az így kialakult hétfős szőkés Fonyódig 5 percre növelte az előnyét. A cél előtt 300 méterrel Minasso és Bergamaschi kezdett sprintelni, amely Minasso sikerét hoza. Az összetettben Bergamaschi állt az élre.
Az utolsó szakasz előtti éjszaka zápor áztatta az utat, így az sárossá vált. A szakasz újabb sprintben dőlt el. Minasso a negyedik szakaszgyőzelmét szerezte meg, ezúttal Nemes, Vida I. és Bianchi előtt. A versenyt Vasco Bergamaschi nyerte meg.

## Az összetett verseny végeredménye
|     | Versenyző         | Csapat                 | Idő      |
| --- | ----------------- | ---------------------- | -------- |
| 1.  | Vasco Bergamaschi | Olaszország            | 36:29:44 |
| 2.  | Peck János        | Postás SE              | 36:35:04 |
| 3.  | Andrea Minasso    | Olaszország            | 36:35:04 |
| 4.  | Nemes István      | Postás SE              | 36:35:04 |
| 5.  | Angelo Bianchi    | Olaszország            | 36:35:54 |
| 6.  | Vida László       | BSE                    | 36:38:24 |
| 7.  | Huszka Dezső      | Világosság KK          | 36:46:02 |
| 8.  | Szeiferth Károly  | Lehel KK               | 36:51:49 |
| 9.  | Posch István      | UTE                    | 36:56:14 |
| 10. | Kék Tibor         | UTE                    | 36:57:45 |
| 11. | Manlio Piazza     | Olaszország            | 37:02:20 |
| 12. | Fekete            | Szegedi Vasutas        | 37:03:24 |
| 13. | Jálics            | PSE                    | 37:07:00 |
| 14. | Drevenka          | KAC                    | 37:08:25 |
| 15. | Kun               | Lehel KK               | 37:12:00 |
| 16. | Jakse             | KAC                    | 37:12:42 |
| 17. | Domján            | BSE                    | 37:20:47 |
| 18. | Balla             | P. Viktória            | 37:23:10 |
| 19. | Bálint            | PSE                    | 37:23:32 |
| 20. | Vargha            | PSE                    | 37:25:25 |
| 21. | Brezina           | UTE                    | 37:35:09 |
| 22. | Bognár            | MÁV                    | 37:36:12 |
| 23. | Matók             | Békéscsabai MÁV        | 37:36:53 |
| 24. | Borbély           | PSE                    | 37:38:47 |
| 25. | Medgyessy I.      | DSE                    | 37:40:13 |
| 26. | Horváth           | PSE                    | 37:45:34 |
| 27. | Abronics          | CSTK                   | 37:52:13 |
| 28. | Dióssy            | DKK                    | 37:54:03 |
| 29. | Nagy              | B. Előre               | 37:56:34 |
| 30. | Miklovits         | BSE                    | 37:56:50 |
| 31. | Rácz              | BSE                    | 37:59:47 |
| 32. | Finán             | MKSZ                   | 38:18:39 |
| 33. | Fuchs             | PSE                    | 38:19:38 |
| 34. | Ruck              | Békéscsabai MÁV        | 38:33:11 |
| 35. | Terényi           | Nyomdász TE            | 38:34:45 |
| 36. | Oláh              | Testvériség            | 38:39:00 |
| 37. | Krajcsovics       | Vasas                  | 38:41:05 |
| 38. | Bolya             | SZTK                   | 38:48:41 |
| 39. | Schmidt           | MTK                    | 39:24:59 |
| 40. | Beranek           | P. Viktória            | 39:44:04 |
| 41. | Hajós             | MÁV                    | 40:04:20 |
| 42. | Kiss I. József    | Szegedi TK             | 40:09:24 |
| 43. | Megyeri II.       | BSE                    | 40:18:09 |
| 44. | Buin              | SKK                    | 41:01:31 |
| 45. | Rossmann          | Kispest-Szentlőrinc KK | 41:36:10 |
| 46. | Papp              | BSE                    | 41:59:53 |
| 47. | Katona            | Pamutipar              | 42:02:37 |
| 48. | Nagy              | DAC                    | 42:51:34 |
| 49. | Koczka            | Szombathelyi KE        | 43:43:49 |
| 50. | Bíró József       | Nagyvárad              | 43:46:22 |